# Per Holst
Per Holst, né le 28 mars 1939 à Brønshøj, est un producteur de cinéma danois. Il est le père de l'acteur Morten Holst.

## Biographie
Per Holst fait son entrée dans le monde du cinéma à la fin des années 1960. D'abord réalisateur, il se dirige rapidement vers la production de films pour le cinéma et la télévision, créant sa société de production.
En 1986, il produit le film Cœurs flambés ainsi que Pelle le Conquérant l'année suivante. Holst va ensuite produire des films d'animations comme Oliver et Olivia ainsi que la franchise Jungle Jack. En 1999, il est coproducteur des Aventures de Tsatsiki.